# 大屯街道 (沛县)
大屯街道是中华人民共和国江苏省徐州市沛县下辖的一个街道办事处。
2014年10月16日，江苏省人民政府批复同意撤销大屯镇，以原大屯镇的郝寨、小营、大菜、冯桥、秦岗、夏官屯、花园、齐心、大王庄、魏营、朱大庄、孟庄、安庄、徐庄、大屯15个居委会和丰乐、关庄、贾庙、石大屯、小屯、马寺、王坑、宋庄、郝尧、李大庄10个村委会区域设立大屯街道办事处，街道办事处驻幸福路1号。

## 行政区划
大屯街道下辖以下村级行政区划单位：
齐心社区、小营社区、大菜社区、冯桥社区、秦岗社区、夏官屯社区、花园社区、王庄社区、孟庄社区、魏营社区、朱大庄社区、安庄社区、徐庄社区、大屯社区、郝寨社区、郝窑村、李大庄村、丰乐村、关庄村、宋庄村、石大屯村、小屯村、马寺村、王坑村和贾庙村。